# Pavel Maslák
Pavel Maslák (né le 21 février 1991 à Havířov) est un athlète tchèque spécialiste du 200 et du 400 mètres. Sur 400 m, il est triple champion du monde en salle, en 2014, 2016 et 2018, champion d'Europe en 2012, et triple champion d'Europe en salle, en 2013, 2015 et 2017. Il détient les records nationaux du 200 m et du 400 m, en plein air et en salle.

## Biographie

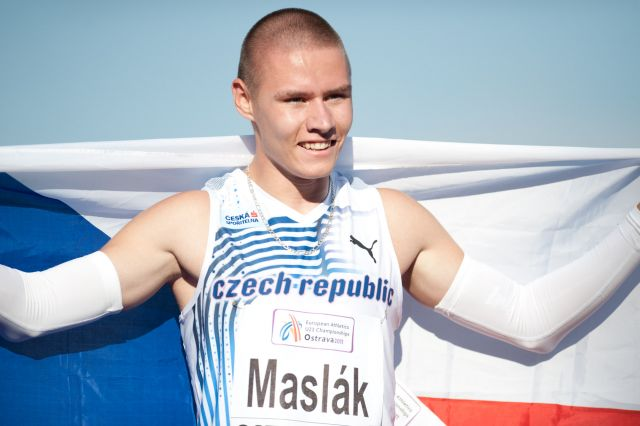
Pavel Maslák en 2011

Lors des Championnats du monde de Daegu en août 2011, il se hisse en demi-finales du 200 m. Il y prend la 5e place en 20 s 87 derrière notamment les deux qualifiés pour la finale Christophe Lemaitre et Nickel Ashmeade et le vétéran Kim Collins.
Pavel Maslák participe aux Championnats d'Europe 2012 d'Helsinki. Il y remporte la médaille d'or du 400 m dans le temps de 45 s 24, devançant le Hongrois Marcell Deák-Nagy et le Français Yannick Fonsat. Lors des Jeux olympiques à Londres, il est éliminé en demi-finales, après avoir amélioré son record national en séries (44 s 91 contre 45 s 17 réalisés au Mémorial Primo Nebiolo de Turin en juin). Aux championnats interclubs tchèques, où il représente le Dukla de Prague, il bat en 20 s 59 le record du 200 mètres détenu depuis 4 ans par Jiří Vojtik en 20 s 60, qu'il avait égalé en juin. En fin de saison 2012, il reçoit de la part de l'Association européenne d'athlétisme le trophée de l'étoile montante masculine dans le cadre du Trophée de l'athlète européen de l'année.
Il décroche la médaille d'or du 400m lors des Championnats d'Europe en salle en mars 2013, à Göteborg dans un temps de 45 s 66 devant le Britannique Nigel Levine (46 s 21) et le Russe Pavel Trenikhin (46 s 70). Sur 4 × 400 mètres, il est le dernier relayeur de l'équipe tchèque (composée également de Daniel Němeček, Josef Prorok et Petr Lichý) qui termine 3e derrière le Royaume-Uni et la Russie. Il porte le record tchèque du 200 m à 20 s 49 lors des Championnats d'Europe espoirs à Tampere. Fin août 2013, en demi-finale des championnats du monde de Moscou, il porte le record national du 400 m à 44 s 84. Il se classe par la suite cinquième de la finale en 44 s 91.

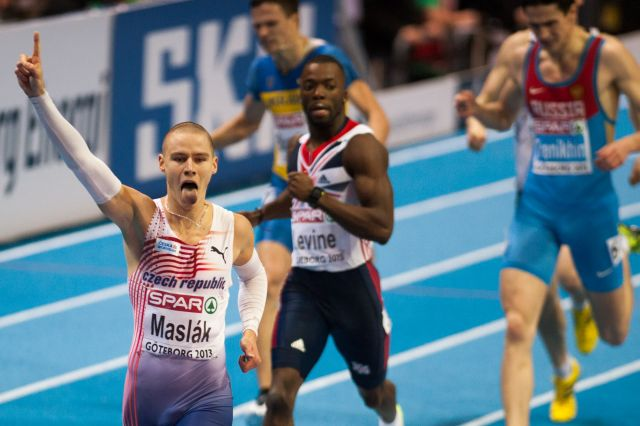
Pavel Maslák en 2013

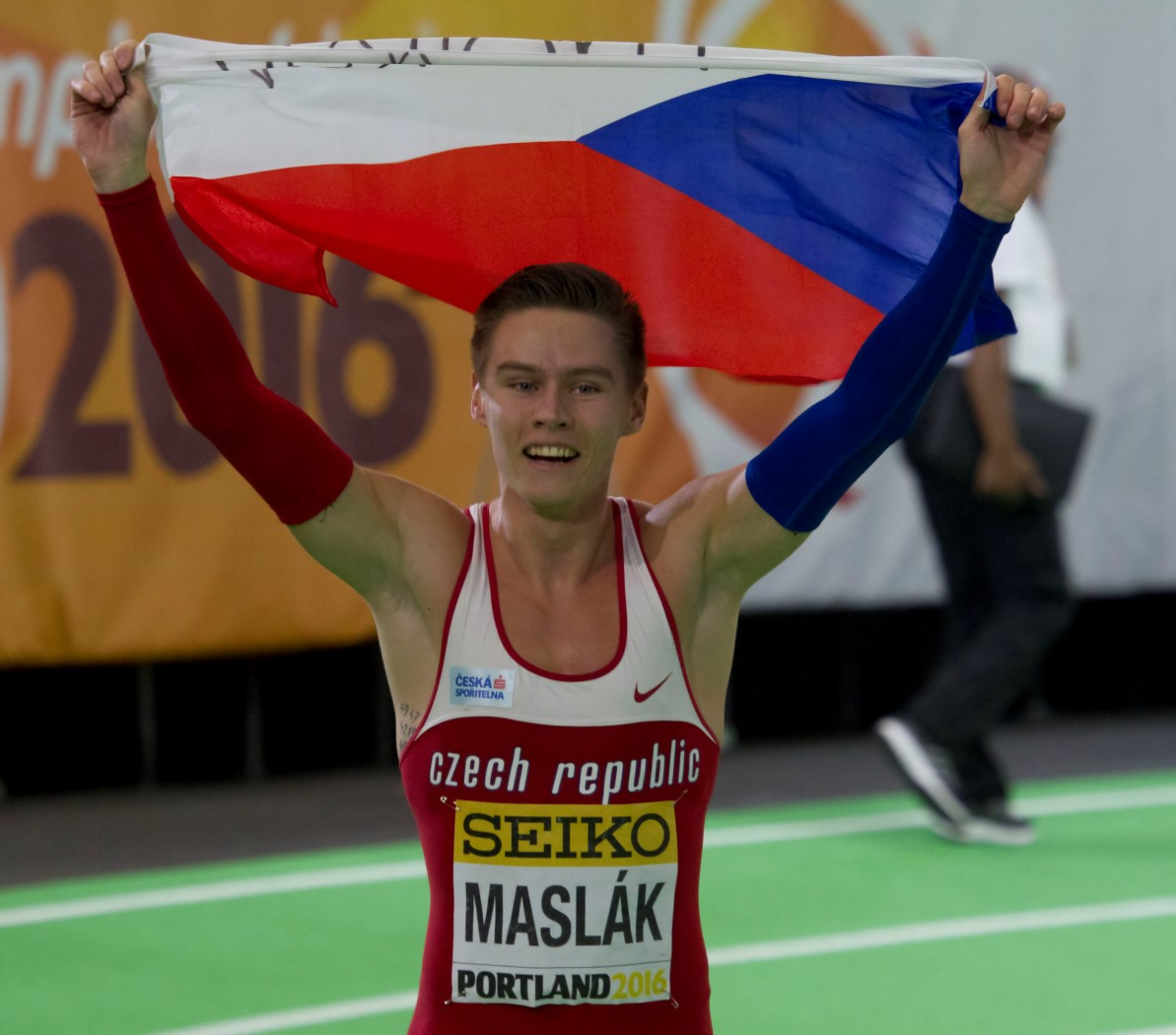
Pavel Maslák en 2016

Lors des championnats du monde en salle 2014 se déroulant à Sopot, en Pologne, Pavel Maslák remporte la médaille d'or du 400 m dans le temps de 45 s 24, signant un nouveau record national en salle. Il devance le Bahaméen Chris Brown et l'Américain Kyle Clemons.  Il devient à cette occasion le deuxième performeur européen en salle de tous les temps, derrière les 45 s 05 de l'Allemand Thomas Schonlebe. En mai 2014, au cours du Qatar Athletic Super Grand Prix de Doha, Maslák porte le record national en plein air à 44 s 79. À la suite d'une blessure, il ne peut défendre son titre aux championnats d'Europe de Zurich.
Le 19 mars 2016, Maslák défend avec succès son titre mondial en salle du 400 en s'imposant aux championnats du monde en salle de Portland en 45 s 44 devant le Qatari Abdalelah Haroun (45 s 59) et le Trinidadien Deon Lendore (46 s 18).
Il établit le 9 juillet 2016 un nouveau record national du relais 4 x 400 m avec Jan Tesař, Patrik Šorm et Michal Desenský, en 3 min 2 s 66, lors des Championnats d'Europe à Amsterdam et se classe ensuite 4e de la finale.
Début 2017, Maslák remporte le World Indoor Tour sur 400 mètres, grâce à ses victoires au PSD Bank Meeting de Düsseldorf et au Birmingham Indoor Grand Prix, et à sa seconde place à Toruń.
Le 4 mars 2017, le Tchèque parvient à remporter son 3e titre continental en salle à l'occasion de l'Euro indoor de Belgrade en s'imposant en 45 s 77, devant le Polonais Rafal Omelko (46 s 08, PB) et le Néerlandais Liemarvin Bonevacia (46 s 26, NR).
Le 5 mars, il remporte également la médaille de bronze du relais 4 x 400 m en 3 min 8 s 60, avec ses coéquipiers Jan Kubista, Jan Tesař et Patrik Sorm, lors des mêmes Championnats d'Europe en salle à Belgrade.

### Troisième titre mondial en salle (2018)
Aux championnats du monde en salle de Birmingham, les 2 et 3 mars 2018, Pavel Maslak est présent pour remporter un troisième titre consécutif, malgré ses premières défaites en salle depuis 2014 et son statut de non-favori. En séries, il termine 2e en 46 s 80 puis remporte sa demi-finale en 46 s 32 et se qualifie ainsi pour la finale. Lors de la finale, et comme attendu, le tchèque est battu et remporte finalement la médaille de bronze en 45 s 47, son meilleur temps de la saison, derrière l'Espagnol Óscar Husillos qui bat le record d'Europe en 44 s 92, et le Dominicain Luguelín Santos (45 s 09, record national). Seulement, ces deux athlètes sont disqualifiés pour avoir empiété leur couloir intérieur. Ces disqualifications très controversées permettent finalement au tchèque de remporter la médaille d'or, et ainsi son troisième titre mondial consécutif, une première dans l'histoire. Il déclarera toutefois que cette médaille d'or a une « saveur de bronze ».

## Palmarès

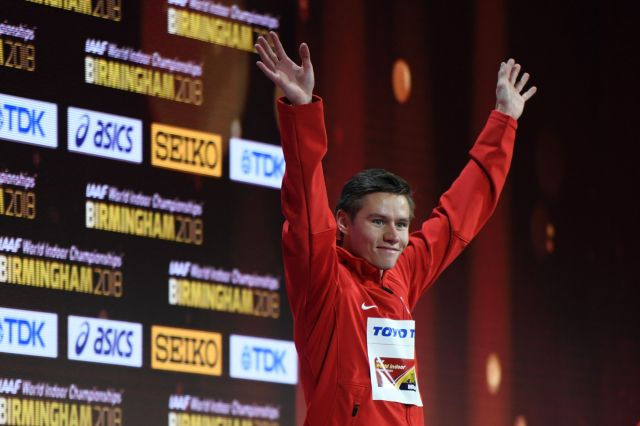
Maslák remporte son troisième titre mondial en salle consécutif sur 400 m en 2018 à Birmingham.

| Date | Compétition                        | Lieu                               | Résultat | Épreuve   | Temps         |
| ---- | ---------------------------------- | ---------------------------------- | -------- | --------- | ------------- |
| 2009 | Championnats d’Europe juniors      | Novi Sad                           | 5e       | 200 m     | 21 s 19       |
| 2009 | Championnats d’Europe juniors      | Novi Sad                           | 2e       | 4 × 100 m | 39 s 57       |
| 2010 | Championnats du monde juniors      | Moncton                            | 7e       | 200 m     | 21 s 13       |
| 2011 | Championnats d’Europe par équipes  | Stockholm                          | 4e       | 200 m     | 20 s 91       |
| 2011 | Championnats d’Europe espoirs      | Ostrava                            | 3e       | 200 m     | 20 s 67       |
| 2011 | Championnats d’Europe espoirs      | Ostrava                            | 5e       | 4 × 100 m | 39 s 41       |
| 2012 | Championnats du monde en salle     | Istanbul                           | 5e       | 400 m     | 46 s 19       |
| 2012 | Championnats d'Europe              | Helsinki                           | 1er      | 400 m     | 45 s 24       |
| 2012 | Championnats d'Europe              | Helsinki                           | 5e       | 4 × 400 m | 3 min 2 s 72  |
| 2013 | Championnats d'Europe en salle     | Göteborg                           | 1er      | 400 m     | 45 s 66       |
| 2013 | Championnats d'Europe en salle     | Göteborg                           | 3e       | 4 × 400 m | 3 min 7 s 64  |
| 2013 | Championnats d'Europe par équipes  | Dublin                             | 1er      | 200 m     | 21 s 20       |
| 2013 | Championnats d'Europe espoirs      | Tampere                            | 3e       | 200 m     | 20 s 49       |
| 2013 | Championnats d'Europe espoirs      | Tampere                            | 5e       | 4 × 100 m | 39 s 23       |
| 2013 | Championnats d'Europe espoirs      | Tampere                            | 6e       | 4 × 400 m | 3 min 5 s 82  |
| 2013 | Championnats du monde              | Moscou                             | 5e       | 400 m     | 44 s 91       |
| 2014 | Championnats du monde en salle     | Sopot                              | 1er      | 400 m     | 45 s 24       |
| 2015 | Championnats d'Europe en salle     | Prague                             | 1er      | 400 m     | 45 s 33       |
| 2015 | Championnats d'Europe en salle     | Prague                             | 3e       | 4 × 400 m | 3 min 4 s 09  |
| 2015 | Championnats d'Europe par équipes  | Heraklion                          | 1er      | 400 m     | 45 s 57       |
| 2015 | Championnats d'Europe par équipes  | Heraklion                          | 1er      | 4 × 400 m | 3 min 4 s 52  |
| 2016 | Championnats du monde en salle     | Portland                           | 1er      | 400 m     | 45 s 44       |
| 2016 | Championnats d'Europe              | Amsterdam                          | 2e       | 400 m     | 45 s 36       |
| 2016 | Championnats d'Europe              | Amsterdam                          | 4e       | 4 × 400 m | 3 min 3 s 86  |
| 2017 | Circuit mondial en salle de l'IAAF | Circuit mondial en salle de l'IAAF | 1er      | 400 m     | détails       |
| 2017 | Championnats d'Europe en salle     | Belgrade                           | 1er      | 400 m     | 45 s 77       |
| 2017 | Championnats d'Europe en salle     | Belgrade                           | 3e       | 4 × 400 m | 3 min 8 s 60  |
| 2017 | Championnats d'Europe par équipes  | Lille                              | 3e       | 4 × 400 m | 3 min 3 s 31  |
| 2018 | Championnats du monde en salle     | Birmingham                         | 1er      | 400 m     | 45 s 47       |
| 2018 | Championnats du monde en salle     | Birmingham                         | 5e       | 4 × 400 m | 3 min 4 s 87  |
| 2018 | Championnats d'Europe              | Berlin                             | 7e       | 4 × 400 m | 3 min 3 s 00  |
| 2019 | Circuit mondial en salle de l'IAAF | Circuit mondial en salle de l'IAAF | 2e       | 400 m     | détails       |
| 2019 | Championnats d'Europe par équipes  | Bydgoszcz                          | 5e       | 200 m     | 20 s 76       |
| 2021 | Championnats d'Europe en salle     | Torun                              | 2e       | 4 x 400 m | 3 min 06 s 54 |
| 2022 | Championnats du monde en salle     | Belgrade                           | 5e       | 4 × 400 m | 3 min 07 s 98 |
| 2022 | Championnats du monde              | Eugene                             | 8e       | 4 × 400 m | 3 min 01 s 63 |
| 2022 | Championnats d'Europe              | Munich                             | 6e       | 4 x 400 m | 3 min 01 s 82 |

## Records
| Épreuve | Épreuve   | Temps        | Lieu   | Date            |
| ------- | --------- | ------------ | ------ | --------------- |
| 200 m   | Plein air | 20 s 46      | Trinec | 11 juin 2017    |
| 200 m   | En salle  | 20 s 52 (NR) | Prague | 16 février 2014 |
| 400 m   | Plein air | 44 s 79 (NR) | Doha   | 9 mai 2014      |
| 400 m   | En salle  | 45 s 24 (NR) | Sopot  | 8 mars 2014     |